# 陈秀芳
陈秀芳（1945年9月—），女，河北玉田人，中华人民共和国政治人物。

## 生平
毕业于天津工学院化学工程系高分子工学专业，后供职于唐山开平化工厂。1985年，任任唐山碱厂筹建处副主任、党委副书记。1988-1992年，任唐山市妇联主任。1992年，任唐山市副市长。1993年，担任河北省妇联主席。2001年起任河北省委常委、统战部部长。2006年，当选河北省政协副主席。